# Ossigenoterapia

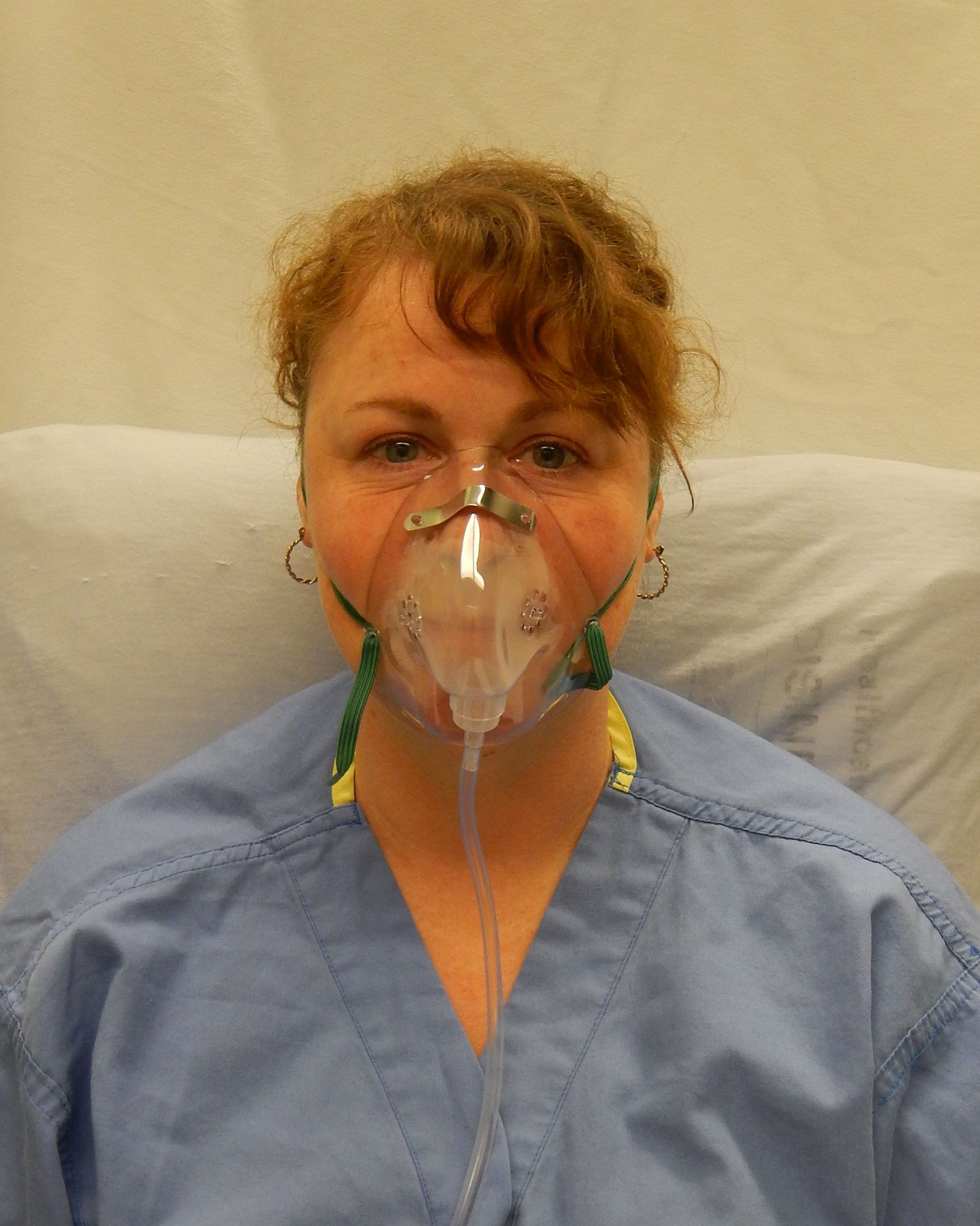

L'ossigenoterapia (anche detta supplementazione d'ossigeno) è la somministrazione di ossigeno come parte integrante di un trattamento medico, il quale può essere attuato per una varietà di scopi sia nel trattamento di un paziente con insufficienza respiratoria cronica sia in un paziente affetto da insufficienza respiratoria acuta. L'ossigeno è essenziale per il metabolismo cellulare, e a sua volta, l'ossigenazione dei tessuti biologici è essenziale per tutte le funzioni fisiologiche normali.
Alte concentrazioni di ossigeno a livello tissutale possono essere utili o dannose, a seconda delle circostanze, e l'ossigenoterapia viene utilizzata per arrecare beneficio al paziente, aumentando l'apporto di ossigeno ai polmoni e quindi aumentando la disponibilità di ossigeno nei diversi tessuti biologici dell'organismo, specialmente quando il paziente è affetto da ipossia e/o ipossiemia.
L'ossigenoterapia a lungo termine aumenta la sopravvivenza dei soggetti ipossiemici affetti da broncopneumopatia cronica ostruttiva e ne migliora la qualità di vita.

## Indicazioni d'uso
L'ossigeno viene utilizzato come un trattamento medicale sia in caso di determinate patologie acute sia in altri disturbi cronici, e può essere utilizzato in ambiente ospedaliero, pre-ospedaliero (ad esempio nei servizi di emergenza territoriale, ambulanze medicalizzate e simili) sia interamente in ambito extraospedaliero, a seconda delle necessità del paziente e delle indicazioni date dai clinici e medici che lo assistono.
L'ossigenoterapia a lungo termine (LTOT), pur con differenze dettate da regolamenti locali, è indicata per i soggetti con malattia polmonare cronica che presentano:
- Pressione parziale di ossigeno arterioso (PaO2) inferiore o uguale a 55 mmHg, oppure con una saturazione di ossigeno (SpO2) inferiore o uguale all'88%.
- Pressione parziale di ossigeno arterioso (PaO2) inferiore o uguale a 59 mmHg, oppure una saturazione di ossigeno (SpO2) inferiore o uguale all'89% se vi è evidenza di altre patologie quali insufficienza cardiaca (scompenso cardiaco destro), cuore polmonare oppure eritrocitosi (ematocrito superiore al 55%).

## Uso in condizioni croniche
Un uso comune dell'ossigenoterapia (o supplementazione d'ossigeno) è in quei soggetti che sono affetti da una qualche forma di broncopneumopatia cronica ostruttiva (BPCO), una patologia generalmente conseguente a bronchite cronica ed enfisema polmonare, una comune conseguenza a lungo termine del fumo di sigaretta (tabagismo), che può richiedere una supplementazione di ossigeno per respirare meglio, sia durante un temporaneo peggioramento della condizione morbosa di base, sia per tutto il giorno e la notte.
È indicato nei soggetti con BPCO e PaO2 ≤ 55 mmHg oppure SpO2 ≤ 88% e ha dimostrato di aumentare la durata della sopravvivenza di questi individui.
Tuttavia due trial su individui con ipossiemia meno grave non hanno messo in evidenza un miglioramento della sopravvivenza: si deve notare che nei criteri di inclusione di questi trial si arruolavano soggetti con PaO2 <69 mmHg.
L'ossigenoterapia domiciliare a lungo termine (in inglese LTOT) migliora anche altri parametri, diversi rispetto alla mortalità, quali la qualità di vita, la morbilità cardiovascolare, la depressione associata alla patologia cronica, la funzione cognitiva di questi soggetti e infine migliora anche la loro capacità di esercizio fisico. Anche la frequenza di ricoveri in ospedale viene a essere marcatamente diminuita da una LTOT ben condotta.
Nei soggetti con BPCO e una PaO2 a riposo > 60mmHg (pertanto quei pazienti che non traggono beneficio in termini di sopravvivenza dalla LTOT) l'ossigeno migliora notevolmente la dispnea e la distanza percorsa durante un test del cammino di sei minuti. In questi stessi pazienti il tempo di recupero dopo uno sforzo risulta più breve rispetto a color che non ricevono ossigeno.
L'ossigeno può essere indicato anche in quei pazienti che durante l'esercizio fisico non desaturano in modo significativo ma soggettivamente accusano dispnea e pertanto potrebbero verosimilmente svolgere attività che richiedono uno sforzo maggiore se adeguatamente trattati con ossigeno supplementare.
Una Cochrane review del 2007 mette in evidenza come vi sia effettivamente sostegno per la supplementazione di ossigeno durante l'esercizio fisico nelle persone con BPCO, ma l'evidenza è molto limitata e necessitino studi con un maggior numero di partecipanti prima di giungere a conclusioni più decisive.
L'ossigeno è spesso prescritto anche per i soggetti che manifestano soggettivamente affanno e dispnea, nel quadro di uno stadio terminale di insufficienza cardiaca o respiratoria, tumore polmonare avanzato o nelle malattie neurodegenerative, pur in presenza di concentrazioni relativamente normali di ossigeno nel sangue.
Uno studio del 2010 su 239 soggetti non ha messo in evidenza alcuna differenza significativa nella riduzione della dispnea quando venga erogato ossigeno o semplicemente aria.

## Uso in condizioni acute
L'ossigeno è ampiamente utilizzato nella medicina d'urgenza, sia in ospedale sia nei servizi medici territoriali d'urgenza, di primo soccorso o nei servizi di trattamento medico avanzato. 
In ambiente pre-ospedaliero, la somministrazione di ossigeno a elevate concentrazioni è certamente indicata per l'uso nei trattamenti rianimatori, nel trauma maggiore, nell'anafilassi, nelle gravi emorragie, nello shock, negli episodi di tipo convulsivo e nell'ipotermia.
Può anche essere indicato supplementare l'ossigeno per qualsiasi altro paziente il cui infortunio o malattia abbiano causato ipossiemia, anche se in questo caso il flusso di ossigeno dovrebbe essere limitato al minimo indispensabile a raggiungere determinati livelli di saturazione di ossigeno (SpO2) sulla base dei valori rilevati con il saturimetro o pulsossimetro (con un livello target di 94-98% nella maggior parte dei pazienti, o livelli un poco inferiori, generalmente compresi tra 88 e 92% nei pazienti con diagnosi di BPCO).

Alcuni pazienti possono fare ricorso ad alte concentrazioni di ossigeno per trattare a domicilio un attacco di cefalea a grappolo. La somministrazione di ossigeno al 100%, con un'erogazione almeno di 7 litri/minuto per circa un quarto d'ora, può interrompere un attacco di cefalea a grappolo, grazie agli effetti vaso-costrittivi di un simile trattamento.
I pazienti ai quali è stata prescritta una terapia di ossigeno per ipossiemia dopo una malattia acuta o dopo un ricovero ospedaliero, necessitano di una rivalutazione medica prima di avere nuovamente diritto a un rinnovo della prescrizione per l'ossigenoterapia.

## Stoccaggio e fonti
L'ossigeno può essere separato con un certo numero di metodi, compreso una reazione chimica e la distillazione frazionata, e quindi immediatamente utilizzato o conservato per un uso futuro.
Le fonti principali tipi di ossigenoterapia sono:
1. Serbatoi di ossigeno liquido: l'ossigeno liquido viene immagazzinato in serbatoi refrigerati fino al momento in cui se ne necessita, viene quindi lasciato a bollire (a una temperatura di 90,188 K (-182,96 °C)) per rilasciare ossigeno come gas. Questo tipo di fonte è ampiamente utilizzato negli ospedali, principalmente per il fatto che sono dei forti utilizzatori di ossigeno, ma può essere utilizzato anche in altri contesti.
2. Stoccaggio di gas compressi: il gas ossigeno è compresso in un cilindro metallico, una bombola, che fornisce un immagazzinaggio conveniente, senza la necessità di refrigerazione propria dello stoccaggio liquido. Le grandi bombole di ossigeno contengono 6 500 litri e possono durare circa due settimane erogando una portata regolabile da 0,5 a 6 litri al minuto. Esistono anche piccole bombole portatili da circa 170 litri il cui peso si aggira intorno a 15 chilogrammi. Le bombole più piccole possono durare fino a 4-6 ore se vengono utilizzate in associazione con un apposito regolatore, studiato per rilevare la frequenza respiratoria del paziente e inviare regolari boli di ossigeno. Questi regolatori non sono utilizzabili da quei pazienti che respirano con la bocca.
3. Utilizzo immediato: il ricorso a un concentratore di ossigeno alimentato elettricamente, oppure a un'unità basata su reazione chimica, permette di creare una quantità di ossigeno sufficiente per essere utilizzata immediatamente per il paziente. Questo tipo di unità (specialmente le versioni ad alimentazione elettrica) sono estremamente diffuse per l'ossigenoterapia domiciliare e per l'ossigenoterapia portatile. Il vantaggio è rappresentato dall'alimentazione continua che permette di svincolarsi dalla dipendenza di bombole di ossigeno ingombranti.

## Fornitura
Sono diversi i dispositivi che risultano utilizzabili per la somministrazione di ossigeno. Nella maggior parte dei casi, l'ossigeno passa prima attraverso un regolatore di pressione, utilizzato per controllare l'elevata pressione di ossigeno erogato da una bombola (o altra sorgente) portandola a una pressione inferiore.
Questa pressione inferiore è poi controllata da un misuratore di portata, il quale può essere preimpostato o selezionabile. Scopo del misuratore di portata è controllare il flusso, che viene misurato in numero di litri al minuto (ad esempio 10 litri/minuto).
I misuratori di portata tipicamente destinati all'ossigeno a scopi medici erogano valori di portata compresi tra 0 e 15 litri/minuto, ma esistono anche alcuni misuratori particolari che si spingono fino a 25 litri al minuto. Molti misuratori di portata a parete utilizzano il sistema proprio del tubo Thorpe e possono risultare molto utili in situazioni di emergenza.

### Ossigeno supplementare
Molti pazienti necessitano di una supplementazione nelle concentrazioni di ossigeno nell'aria inspirata piuttosto che, semplicemente, di respirare ossigeno puro o quasi puro, e quest'aria arricchita di ossigeno può essere utilizzata ricorrendo a una serie di dispositivi che dipendono dalla situazione, dalla portata di flusso richiesta e, in alcuni casi, perfino dalle preferenze del paziente. Una cannula nasale consiste in un tubo sottile, con due piccoli ugelli che sporgono in direzione delle narici del paziente. La cannula può fornire ossigeno in modo confortevole solo per flussi a bassa portata, in un range compreso tra 1-6 litri al minuto), a una concentrazione variabile tra il 24 e il 44%. È anche possibile ricorrere ad altre opzioni, come le maschere per ossigenoterapia, di diversa forma e dimensioni. Alla semplice maschera dell'ossigeno si ricorre, in genere, quando si necessita di flussi compresi tra 5 e 10 litri al minuto, con una concentrazione di ossigeno alla bocca del paziente, compresa tra il 40% e il 80%.
Quando, per ragioni terapeutiche, si desidera avere uno stretto controllo della concentrazione di ossigeno erogata, si può ricorrere ad alcune particolari maschere, chiamate maschere di Venturi. Una maschera di Venturi permette, in genere grazie a particolari kit di raccordi, di fornire con precisione una concentrazione di ossigeno predeterminato alla trachea. In commercio esistono dispositivi che permettono un'erogazione variabile dal 24% fino al 60%.
In alcuni casi è possibile ricorrere a una maschera dell'ossigeno che permette una ri-respirazione parziale: si tratta di una semplice maschera di plastica alla quale viene collegato, tramite un apposito raccordo, un sacchetto con funzioni di serbatoio, chiamato reservoir, che aumenta la concentrazione di ossigeno nella miscela d'aria fornita al paziente, fino al 40-90% del gas, per flussi di 5-15 litri al minuto.
Le maschere non destinate alla ri-respirazione traggono l'ossigeno da un serbatoio, consistente in una borsa a esse collegate, e sono dotate di valvole unidirezionali che permettono all'aria espirata di uscire dalla maschera. Se correttamente montate e utilizzate a portate di 8-10 litri al minuto o superiori, permettono di raggiungere percentuali quasi pari al 100% di ossigeno. Questo tipo di maschera è indicato per le emergenze mediche acute.
Gli erogatori a domanda forniscono ossigeno solo quando il paziente inala, o, nel caso di una soggetto in apnea (perciò incapace di respirare in modo autonomo), il "caregiver" (letteralmente colui che si prende cura o soccorre) preme un pulsante sulla maschera permettendo l'erogazione. Questi sistemi permettono di risparmiare una notevole quantità di ossigeno rispetto alle maschere tradizionali, a flusso costante. Ciò risulta particolarmente utile in un contesto di intervento di emergenza, quando ci si trova a grande distanza da un ospedale e il trasporto si preannuncia lungo, oppure quando si dispone solo di una limitata quantità di ossigeno, e per qualche motivo vi è un ritardo nel trasporto del paziente verso un centro in cui è possibile fornire un supporto avanzato alle funzioni vitali.
Questi erogatori risultano molto utili se ci si trova costretti a svolgere una rianimazione cardio-polmonare (CPR), in quanto il caregiver è in grado di fornire ventilazioni di soccorso composte da ossigeno al 100% con la semplice pressione di un tasto.
Bisogna fare attenzione a non sovradistendere i polmoni del paziente, e alcuni sistemi impiegano valvole di sicurezza per aiutare a prevenire questo possibile problema. Questi sistemi possono non essere appropriati per pazienti in stato di incoscienza o in quelli in distress respiratorio, a causa dello sforzo che viene richiesto per un loro corretto funzionamento.

### Fornitura di ossigeno ad alto flusso
Nei casi in cui il paziente richieda un flusso fino al 100% di ossigeno, sono disponibili in commercio diversi dispositivi. Probabilmente il più diffuso è la maschera non destinata alla ri-respirazione (o maschera dotata di reservoir), che è molto simile alla maschera da ri-respirazione parziale eccetto che per la presenza di una serie di valvole unidirezionali che impediscono all'aria espirata di rimescolarsi con quella presente nel sacchetto. Per l'uso di questo tipo di maschera è previsto un flusso minimo pari ad almeno 10 litri/minuto.
La FiO2 (frazione inspirata di O2) che può giungere alla bocca del soggetto con questo sistema è di circa il 60-80%, a seconda del flusso di ossigeno e del tipo di respirazione del paziente. Un altro tipo di dispositivo utilizzabile consiste in una cannula nasale umidificata alto flusso che consente flussi che superano la quantità richiesta dal paziente e dal picco di flusso inspiratorio che può raggiungere.
Viene così fornita al paziente una FiO2 che è prossima al 100% perché non c'è inspirazione di aria ambiente, anche se il paziente tiene la bocca aperta. Ciò consente al paziente, tra l'altro, di continuare a parlare, mangiare e bere mentre si trova in trattamento, ovvero in ossigenoterapia.
Questo tipo di fornitura di ossigeno è associato con un maggiore comfort generale del paziente, una migliore ossigenazione e frequenza respiratoria, rispetto all'assunzione tramite una maschera facciale a ossigeno.
In applicazioni specialistiche, come ad esempio nel campo dell'aviazione, possono essere utilizzate maschere a chiusura ermetica, e lo stesso tipo di maschera trova anche applicazione in campo anestesiologico, nel trattamento dell'avvelenamento da monossido di carbonio e nella ossigenoterapia iperbarica.

### Fornitura di ossigeno a pressione positiva
I pazienti che non sono capaci di respirare autonomamente richiedono una pressione positiva per far sì che l'ossigeno giunga ai polmoni e si verifichi lo scambio gassoso. Esistono diversi sistemi e dispositivi per questo tipo di trattamento a pressione positiva, i quali variano in complessità (e costo). Il più semplice fra tutti consiste ovviamente in una mascherina facciale che può essere collegata a un pallone AMBU e a una fonte di ossigeno (bombola): un soccorritore addestrato fornisce manualmente la respirazione artificiale comprimendo il pallone e determinando una pressione positiva che genera un flusso d'aria penetrante nei polmoni del paziente.
Molti servizi di emergenza medica e il relativo personale di primo soccorso, così come diversi ospedali, usano, per l'appunto, un pallone tipo AMBU, ovvero un pallone autoespandibile collegato a una estremità con una maschera facciale (ma che attraverso il medesimo attacco può essere collegato a un tubo endotracheale oppure a una maschera laringea). L'estremità opposta è spesso collegata a un sacchetto serbatoio (reservoir) che permette un notevole innalzamento della percentuale di ossigeno respirata dal paziente. Le compressioni (ventilazioni) esercitate manualmente dal medico sul pallone AMBU spingono l'aria e l'ossigeno nei polmoni.
Esistono delle versioni automatiche del sistema di ventilazione a pressione positiva sopra esposto, meglio conosciute come ventilatori.
Questi strumenti sono studiati per erogare volumi respiratori prestabiliti, con un numero di atti/minuto preimpostati dal medico, ricorrendo a una miscela di aria dal contenuto percentuale di ossigeno (FiO2) stabilito, il tutto generalmente attraverso un tubo endotracheale posizionato nelle vie aeree del paziente.
Questi dispositivi sono a tutti gli effetti degli strumenti anestetico-rianimatori e possono essere utilizzati nel corso di interventi chirurgici in soggetti che vengono posti in anestesia generale. Questi ventilatori da rianimazione oltre a permettere un'accurata regolazione della quantità di ossigeno che viene fornita al paziente, possono essere utilizzati per somministrare altri tipi di gas anestetici, così come monossido di azoto.

### Utilizzo di ossigeno come mezzo di erogazione di un farmaco
L'ossigeno, così come altri gas compressi, possono essere utilizzati in combinazione con un nebulizzatore per la corretta erogazione topica di farmaci destinati a depositarsi e agire sulle vie aeree superiori e inferiori.
I nebulizzatori utilizzano il gas compresso (tra cui ossigeno) per costringere il farmaco, normalmente presente allo stato liquido, in un aerosol formato da goccioline terapeutiche di specifiche dimensioni, al fine di depositarsi preferibilmente in una determinata zona delle vie respiratorie (più piccole sono le dimensioni delle goccioline di aerosol e più in periferia, cioè in direzione alveolare, si possono spingere e depositare).
In molti ospedali, cliniche e case di cura, negli ambulatori è presente un attacco a parete di cosiddetta "aria medicale", aria ultra secca e purificata, costituita da un mix di gas diversi, compreso ossigeno e gas elio. Questa aria è utilizzata per nebulizzare volumi di liquido piccoli, grandi e in modo continuo.

### Maschera di ossigeno con filtro
Le maschere di ossigeno con filtro hanno la capacità di prevenire l'esalazione nell'ambiente circostante di particelle nocive o potenzialmente infettive.
Queste maschere fanno normalmente parte di un circuito chiuso pensato in modo tale da ridurre al minimo le perdite. La respirazione dell'aria ambiente viene regolata attraverso una serie di valvole unidirezionali. La filtrazione dell'aria espirata e di ogni esalazione è compiuta o mettendo un filtro sulla valvola espiratoria, o attraverso un filtro integrato che fa parte della maschera stessa.

Questa tipologia di maschere è in genere destinata a ridurre la probabilità di contagiosità in caso di pazienti affetti da influenza aviaria, dalla SARS (Severe Acute Respiratory Syndrome) o da altre gravi malattie contagiose aerodisperse.